# 이즈미고역
이즈미고역(일본어: 泉郷駅)은 일본 후쿠시마현 이시카와군 다마카와촌에 위치한 동일본 여객철도 스이군선의 철도역이다. 단선 승강장 1면 1선의 구조를 갖춘 지상역이다.

## 이용 현황
| 승차 인원 추이 | 승차 인원 추이 |
| 연도           | 1일 평균       |
| -------------- | -------------- |
| 2000           | 142            |
| 2001           | 137            |
| 2002           | 143            |
| 2003           | 141            |
| 2004           | 129            |
| 2005           | 134            |
| 2006           | 128            |
| 2007           | 118            |
| 2008           | 109            |
| 2009           | 110            |
| 2010           | 122            |
| 2011           | 125            |
| 2012           | 126            |
| 2013           | 104            |
| 2014           | 103            |
| 2015           | 108            |

## 역 주변
- 국도 제118호선
- 다마카와 촌청
- 아부쿠마강
- 후쿠시마 공항

## 역사
- 1934년 12월 4일 : 개업.
- 1970년 10월 1일 : 무인화. 역 사무실을 민간 택시의 영업소로서 대신해, 승차권 발매를 위탁했던 업무위탁역으로 함.
- 1987년 4월 1일 : 일본국유철도 분할 민영화에 의해, 동일본 여객철도가 승계.

## 인접 역
| 스이군선             | 스이군선   | 스이군선                 |
| -------------------- | ---------- | ------------------------ |
| 가와베오키 미토 방면 | ■ 스이군선 | 가와히가시 고리야마 방면 |